# Schwimmeuropameisterschaften 2024
Die 37. Schwimmeuropameisterschaften wurden vom 10. bis zum 23. Juni 2024 in der serbischen Hauptstadt Belgrad ausgetragen.
Austragungsort für das Becken- und das Synchronschwimmen war das Sports Centre Milan Gale Muškatirovic. Die Wettkämpfe im Wasserspringen fanden im Serbischen Institut für Sport und Sportmedizin statt. Beim Freiwasserschwimmen bildete die Insel Ada Ciganlija den Start, geschwommen wurde im Savsko Jezero.

## Medaillenspiegel
| Platz  | Land                    | Gold | Silber | Bronze | Gesamt |
| ------ | ----------------------- | ---- | ------ | ------ | ------ |
| 1      | Ungarn                  | 12   | 9      | 10     | 31     |
| 2      | Spanien                 | 7    | 3      | 1      | 11     |
| 3      | Griechenland            | 6    | 10     | 4      | 20     |
| 4      | Großbritannien          | 5    | 4      | 7      | 16     |
| 5      | Österreich              | 5    | 1      | 0      | 6      |
| 6      | Polen                   | 4    | 7      | 7      | 18     |
| 7      | Deutschland             | 4    | 7      | 5      | 16     |
| 8      | Israel                  | 4    | 2      | 3      | 9      |
| 9      | Italien                 | 3    | 11     | 6      | 20     |
| 10     | Ukraine                 | 3    | 3      | 3      | 9      |
| 11     | Schweden                | 3    | 2      | 4      | 9      |
| 12     | Tschechien              | 3    | 2      | 2      | 7      |
| 13     | Frankreich              | 2    | 3      | 5      | 10     |
| 14     | Türkei                  | 2    | 1      | 3      | 6      |
| 15     | Niederlande             | 2    | 0      | 2      | 4      |
| 16     | Rumänien                | 2    | 0      | 0      | 2      |
| 17     | Dänemark                | 1    | 2      | 2      | 5      |
| 18     | Belgien                 | 1    | 1      | 1      | 3      |
| 18     | Irland                  | 1    | 1      | 1      | 3      |
| 18     | Litauen                 | 1    | 1      | 1      | 3      |
| 21     | Portugal                | 1    | 0      | 1      | 2      |
| 21     | Serbien                 | 1    | 0      | 1      | 2      |
| 23     | Bulgarien               | 1    | 0      | 0      | 1      |
| 23     | Estland                 | 1    | 0      | 0      | 1      |
| 25     | Schweiz                 | 0    | 1      | 4      | 5      |
| 23     | Bosnien und Herzegowina | 0    | 1      | 0      | 1      |
| 23     | Finnland                | 0    | 1      | 0      | 1      |
| 23     | Norwegen                | 0    | 1      | 0      | 1      |
| Gesamt | Gesamt                  | 75   | 74     | 73     | 222    |

## Beckenschwimmen

### Männer
50 m Freistil 
| Rang | Athlet             | Land         | Zeit    |
| ---- | ------------------ | ------------ | ------- |
| 1    | Kristian Gkolomeev | Griechenland | 21,72 s |
| 2    | Stergios Bilas     | Griechenland | 21,73 s |
| 3    | Wladyslaw Buchow   | Ukraine      | 21,85 s |
| 4    | Piotr Ludwiczak    | Polen        | 21,90 s |
| 5    | Andrej Brana       | Serbien      | 21,93 s |
| 6    | Jere Hribar        | Kroatien     | 21,99 s |
| 7    | Szebasztián Szabó  | Ungarn       | 22,09 s |
| 8    | Shane Ryan         | Irland       | 22,17 s |

 100 m Freistil 
| Rang | Athlet          | Land     | Zeit    |
| ---- | --------------- | -------- | ------- |
| 1    | David Popovici  | Rumänien | 46,88 s |
| 2    | Nándor Németh   | Ungarn   | 47,49 s |
| 3    | Andrej Brana    | Serbien  | 47,66 s |
| 4    | Danas Rapšys    | Litauen  | 48,04 s |
| 5    | Jere Hribar     | Kroatien | 48,38 s |
| 6    | Kristóf Milák   | Ungarn   | 48,41 s |
| 7    | Shane Ryan      | Irland   | 48,76 s |
| 8    | Kamil Sieradzki | Polen    | 48,84 s |

 200 m Freistil 
| Rang | Athlet                  | Land         | Zeit        |
| ---- | ----------------------- | ------------ | ----------- |
| 1    | David Popovici          | Rumänien     | 1:43,13 min |
| 2    | Danas Rapšys            | Litauen      | 1:45,65 min |
| 3    | Antonio Djakovic        | Schweiz      | 1:46,32 min |
| 4    | Niko Janković           | Kroatien     | 1:46,48 min |
| 5    | Konstantinos Englezakis | Griechenland | 1:46,78 min |
| 6    | Dimitrios Markos        | Griechenland | 1:46,89 min |
| 7    | Kamil Sieradzki         | Polen        | 1:47,00 min |
| 8    | Velimir Stjepanović     | Serbien      | 1:47,64 min |

 400 m Freistil 
| Rang | Athlet                | Land         | Zeit        |
| ---- | --------------------- | ------------ | ----------- |
| 1    | Felix Auböck          | Österreich   | 3:43,24 min |
| 2    | Dimitrios Markos      | Griechenland | 3:47,44 min |
| 3    | Antonio Djakovic      | Schweiz      | 3:47,62 min |
| 4    | Danas Rapšys          | Litauen      | 3:47,87 min |
| 5    | Bar Soloveychik       | Israel       | 3:48,47 min |
| 6    | Krzysztof Chmielewski | Polen        | 3:50,24 min |
| 7    | Ondrej Gemov          | Tschechien   | 3:51,46 min |
| 8    | Jon Jøntvedt          | Norwegen     | 3:53,79 min |

 800 m Freistil 
| Rang | Athlet                | Land         | Zeit        |
| ---- | --------------------- | ------------ | ----------- |
| 1    | Mychajlo Romantschuk  | Ukraine      | 7:46,20 min |
| 2    | Dimitrios Markos      | Griechenland | 7:48,59 min |
| 3    | Zalán Sárkány         | Ungarn       | 7:49,29 min |
| 4    | Krzysztof Chmielewski | Polen        | 7:49,44 min |
| 5    | Henrik Christiansen   | Norwegen     | 7:50,88 min |
| 6    | Kuzey Tunçelli        | Türkei       | 7:54,12 min |
| 7    | Muhammet Özden        | Türkei       | 7:55,32 min |
| 8    | Nathan Wiffen         | Irland       | 8:03,74 min |

 1500 m Freistil 
| Rang | Athlet               | Land     | Zeit         |
| ---- | -------------------- | -------- | ------------ |
| 1    | Kuzey Tunçelli       | Türkei   | 14:55,64 min |
| 2    | Mychajlo Romantschuk | Ukraine  | 15:00,99 min |
| 3    | Zalán Sárkány        | Ungarn   | 15:06,67 min |
| 4    | Nathan Wiffen        | Irland   | 15:10,64 min |
| 5    | László Gálicz        | Ungarn   | 15:23,48 min |
| 6    | Bartosz Kapala       | Polen    | 15:26,22 min |
| 7    | Marin Mogić          | Kroatien | 15:32,59 min |
| 8    | Džiugas Miškinis     | Litauen  | 15:44,10 min |

 50 m Rücken 
| Rang | Athlet                 | Land         | Zeit    |
| ---- | ---------------------- | ------------ | ------- |
| 1    | Apostolos Christou     | Griechenland | 24,39 s |
| 2    | Ksawery Masiuk         | Polen        | 24,63 s |
| 3    | Evangelos Makrygiannis | Griechenland | 24,74 s |
| 4    | Michael Laitarovsky    | Israel       | 24,76 s |
| 5    | Hubert Kós             | Ungarn       | 24,85 s |
| 6    | Connor Ferguson        | Irland       | 24,87 s |
| 7    | Ádám Jászó             | Ungarn       | 24,91 s |
| 8    | Ralf Tribuntsov        | Estland      | 25,18 s |

 100 m Rücken 
| Rang | Athlet                 | Land           | Zeit    |
| ---- | ---------------------- | -------------- | ------- |
| 1    | Apostolos Christou     | Griechenland   | 52,23 s |
| 2    | Evangelos Makrygiannis | Griechenland   | 52,83 s |
| 3    | Ksawery Masiuk         | Polen          | 53,56 s |
| 4    | Oleksandr Scheltjakow  | Ukraine        | 53,85 s |
| 5    | Kacper Stokowski       | Polen          | 53,90 s |
| 6    | Ádám Jászó             | Ungarn         | 54,56 s |
| 7    | Matthew Ward           | Großbritannien | 54,93 s |
| 8    | Michael Laitarovsky    | Israel         | 55,23 s |

 200 m Rücken 
| Rang | Athlet                | Land         | Zeit        |
| ---- | --------------------- | ------------ | ----------- |
| 1    | Oleksandr Scheltjakow | Ukraine      | 1:55,39 min |
| 2    | Apostolos Siskos      | Griechenland | 1:55,42 min |
| 3    | Roman Mityukov        | Schweiz      | 1:55,75 min |
| 4    | Benedek Kovács        | Ungarn       | 1:56,13 min |
| 5    | Ksawery Masiuk        | Polen        | 1:57,50 min |
| 6    | David Gerchik         | Israel       | 1:57,53 min |
| 7    | John Shortt           | Irland       | 1:58,48 min |
| 8    | Ádám Telegdy          | Ungarn       | 2:01,30 min |

 50 m Brust 
| Rang | Athlet               | Land        | Zeit    |
| ---- | -------------------- | ----------- | ------- |
| 1    | Emre Sakçı           | Türkei      | 26,92 s |
| 2    | Noel de Geus         | Deutschland | 26,93 s |
| 3    | Kristian Pitshugin   | Israel      | 27,02 s |
| 4    | Bernhard Reitshammer | Österreich  | 27,07 s |
| 5    | Heiko Gigler         | Österreich  | 27,25 s |
| 6    | Nusrat Allahverdi    | Türkei      | 27,35 s |
| 7    | Peter John Stevens   | Slowenien   | 27,39 s |
| DSQ  | Wolodymyr Lissowez   | Ukraine     | DSQ     |

 100 m Brust 
| Rang | Athlet               | Land        | Zeit        |
| ---- | -------------------- | ----------- | ----------- |
| 1    | Melvin Imoudu        | Deutschland | 58,84 s     |
| 2    | Berkay Ömer Öğretir  | Türkei      | 59,23 s     |
| 3    | Andrius Šidlauskas   | Litauen     | 59,27 s     |
| 4    | Lucas Matzerath      | Deutschland | 59,33 s     |
| 5    | Jan Kałusowski       | Polen       | 59,58 s     |
| 6    | Bernhard Reitshammer | Österreich  | 1:00,13 min |
| 7    | Darragh Greene       | Irland      | 1:00,28 min |
| 8    | Ljubomir Epitropow   | Bulgarien   | 1:00,24 min |

 200 m Brust 
| Rang | Athlet                | Land       | Zeit        |
| ---- | --------------------- | ---------- | ----------- |
| 1    | Ljubomir Epitropow    | Bulgarien  | 2:09,45 min |
| 1    | Erik Persson          | Schweden   | 2:09,45 min |
| 3    | Jan Kałusowski        | Polen      | 2:10,20 min |
| 4    | Anton McKee           | Island     | 2:10,28 min |
| 5    | Maksym Owtschinnikow  | Ukraine    | 2:11,84 min |
| 6    | Andrius Šidlauskas    | Litauen    | 2:12,36 min |
| 7    | Eoin Corby            | Irland     | 2:12,71 min |
| 8    | Christopher Rothbauer | Österreich | 2:13,07 min |

 50 m Schmetterling 
| Rang | Athlet                | Land         | Zeit    |
| ---- | --------------------- | ------------ | ------- |
| 1    | Stergios Marios Bilas | Griechenland | 23,15 s |
| 2    | Simon Bucher          | Österreich   | 23,19 s |
| 3    | Daniel Gracík         | Tschechien   | 23,26 s |
| 4    | Meiron Cheruti        | Israel       | 23,28 s |
| 5    | Wladyslaw Buchow      | Ukraine      | 23,32 s |
| 6    | Szebasztián Szabó     | Ungarn       | 23,32 s |
| 7    | Denis-Laurean Popescu | Rumänien     | 23,43 s |
| 8    | Nikola Miljenić       | Kroatien     | 23,71 s |

 100 m Schmetterling 
| Rang | Athlet              | Land           | Zeit    |
| ---- | ------------------- | -------------- | ------- |
| 1    | Kristóf Milák       | Ungarn         | 50,82 s |
| 2    | Hubert Kós          | Ungarn         | 50,96 s |
| 3    | Jakub Majerski      | Polen          | 50,98 s |
| 4    | Simon Bucher        | Österreich     | 51,28 s |
| 5    | Daniel Gracík       | Tschechien     | 51,40 s |
| 6    | Adrian Jaśkiewicz   | Polen          | 51,77 s |
| 7    | Luca Nik Armbruster | Deutschland    | 51,88 s |
| 8    | Joshua Gammon       | Großbritannien | 52,32 s |

 200 m Schmetterling 
| Rang | Athlet                | Land         | Zeit        |
| ---- | --------------------- | ------------ | ----------- |
| 1    | Kristóf Milák         | Ungarn       | 1:54,43 min |
| 2    | Krzysztof Chmielewski | Polen        | 1:54,78 min |
| 3    | Michał Chmielewski    | Polen        | 1:55,51 min |
| 4    | Richárd Márton        | Ungarn       | 1:56,07 min |
| 5    | Apostolos Siskos      | Griechenland | 1:56,44 min |
| 6    | Polat Uzer Turnalı    | Türkei       | 1:56,55 min |
| 7    | Ondřej Gemov          | Tschechien   | 1:57,26 min |
| 8    | Kregor Zirk           | Estland      | 1:58,24 min |

 200 m Lagen 
| Rang | Athlet             | Land         | Zeit        |
| ---- | ------------------ | ------------ | ----------- |
| 1    | Hubert Kós         | Ungarn       | 1:57,21 min |
| 2    | Ron Polonsky       | Israel       | 1:57,36 min |
| 3    | Berke Saka         | Türkei       | 1:58,62 min |
| 4    | Dominik Török      | Ungarn       | 1:58,89 min |
| 5    | Jérémy Desplanches | Schweiz      | 1:59,04 min |
| 6    | Gabriel Lopes      | Portugal     | 1:59,89 min |
| 7    | Wadym Naumenko     | Ukraine      | 2:00,47 min |
| 8    | Daniil Giourtzidis | Griechenland | 2:01,31 min |

 400 m Lagen 
| Rang | Athlet               | Land         | Zeit        |
| ---- | -------------------- | ------------ | ----------- |
| 1    | Apostolos Papastamos | Griechenland | 4:10,83 min |
| 2    | Balázs Holló         | Ungarn       | 4:11,51 min |
| 3    | Gábor Zombori        | Ungarn       | 4:11,70 min |
| 4    | Daniil Giourtzidis   | Griechenland | 4:16,64 min |
| 5    | Marius Toscan        | Schweiz      | 4:17,51 min |
| 6    | Heorhij Lukaschew    | Ukraine      | 4:21,20 min |
| 7    | Juraj Barcot         | Kroatien     | 4:21,52 min |
| 8    | Richard Nagy         | Slowakei     | 4:22,14 min |

 4 × 100 m Freistil Staffel 
| Rang | Land         | Athleten                                                                    | Zeit        |
| ---- | ------------ | --------------------------------------------------------------------------- | ----------- |
| 1    | Serbien      | Velimir Stjepanović Nikola Aćin Justin Cvetkov Andrej Barna                 | 3:12,90 min |
| 2    | Polen        | Mateusz Chowaniec Dominik Dudys Ksawery Masiuk Kamil Sieradzki              | 3:13,25 min |
| 3    | Griechenland | Apostolos Christou Stergios Marios Bilas Kristian Gkolomeev Andreas Vazaios | 3:13,73 min |
| 4    | Kroatien     | Nikola Miljenić Jere Hribar Vili Sivec Toni Dragoja                         | 3:13,91 min |
| 5    | Rumänien     | David Popovici George-Adrian Ratiu Richard Szilagyi Patrick Dinu            | 3:14,02 min |
| 6    | Deutschland  | Martin Wrede Peter Varjasi Björn Kammann Ole Mats Eidam                     | 3:14,56 min |
| 7    | Israel       | Martin Kartavi Ron Polonsky Alexey Glivinskiy Denis Loktev                  | 3:17,14 min |
| 8    | Schweden     | Björn Seeliger Elias Persson Marcus Holmquist Isak Eliasson                 | 3:17,72 min |

 4 × 200 m Freistil Staffel 
| Rang | Land         | Athleten                                                                     | Zeit        |
| ---- | ------------ | ---------------------------------------------------------------------------- | ----------- |
| 1    | Litauen      | Tomas Navikonis Tomas Lukminas Kristupas Trepočka Danas Rapšys               | 7:08,04 min |
| 2    | Ungarn       | Nándor Németh Balázs Holló Richárd Márton Hubert Kós                         | 7:09,59 min |
| 3    | Griechenland | Dimitrios Markos Konstantinos Englezakis Konstantinos Stamou Andreas Vazaios | 7:09,73 min |
| 4    | Israel       | Denis Loktev Bar Soloveychik Eitan Ben Shitrit Gal Cohen Groumi              | 7:09,92 min |
| 5    | Deutschland  | Danny Schmidt Philipp Peschke Jarno Baschnitt Marius Zobel                   | 7:13,95 min |
| 6    | Kroatien     | Niko Janković Vili Sivec Marin Mogić Karlo Perčinić                          | 7:16,22 min |
| 7    | Irland       | Evan Bailey Finn McGeever Cormac Rynn Jack Cassin                            | 7:17,97 min |
| 8    | Bulgarien    | Jordan Jantschew Deniel Nankow Kalojan Lewterow Kalojan Bratanow             | 7:32,07 min |

 4 × 100 m Lagen Staffel 
| Rang | Land        | Athleten                                                                     | Zeit        |
| ---- | ----------- | ---------------------------------------------------------------------------- | ----------- |
| 1    | Österreich  | Bernhard Reitshammer Valentin Bayer Simon Bucher Heiko Gigler                | 3:33,41 min |
| 2    | Polen       | Ksawery Masiuk Jan Kałusowski Jakub Majerski Kamil Sieradzki                 | 3:33,44 min |
| 3    | Ukraine     | Oleksandr Scheltjakow Wolodymyr Lissowez Arsenij Kowalow Illja Linnyk        | 3:33,50 min |
| 4    | Ungarn      | Ádám Jászó Dániel Sós Hubert Kós Szebasztián Szabó                           | 3:35,05 min |
| 5    | Dänemark    | Robert Falborg Pedersen Elias Elsgaard Casper Puggaard Frederik Riedel Lentz | 3:35,30 min |
| 6    | Deutschland | Cornelius Jahn Noel de Geus Björn Kammann Peter Varjasi                      | 3:35,44 min |
| 7    | Serbien     | Ognjen Kovačević Uroš Živanović Đurđe Matić Nikola Aćin                      | 3:38,23 min |
| 8    | Israel      | David Gerchik Kristian Pitshugin Alexey Glivinskiy Martin Kartavi            | 3:38,82 min |

### Frauen
50 m Freistil 
| Rang | Athletin             | Land         | Zeit    |
| ---- | -------------------- | ------------ | ------- |
| 1    | Petra Senánszky      | Ungarn       | 24,56 s |
| 2    | Theodora Drakou      | Griechenland | 24,59 s |
| 3    | Julie Kepp Jensen    | Dänemark     | 24,79 s |
| 4    | Kornelia Fiedkiewicz | Polen        | 24,82 s |
| 5    | Jana Pavalić         | Kroatien     | 24,85 s |
| 6    | Kalia Antoniou       | Zypern       | 25,13 s |
| 7    | Jessica Felsner      | Deutschland  | 25,19 s |
| 8    | Barbora Janíčková    | Tschechien   | 25,38 s |

 100 m Freistil 
| Rang | Athletin             | Land       | Zeit    |
| ---- | -------------------- | ---------- | ------- |
| 1    | Barbora Seemanová    | Tschechien | 53,50 s |
| 2    | Barbora Janíčková    | Tschechien | 54,17 s |
| 3    | Nikolett Pádár       | Ungarn     | 54,22 s |
| 4    | Kalia Antoniou       | Zypern     | 54,23 s |
| 5    | Kornelia Fiedkiewicz | Polen      | 54,79 s |
| 6    | Andrea Murez         | Israel     | 54,91 s |
| 7    | Lena Kreundl         | Österreich | 55,07 s |
| 8    | Minna Ábrahám        | Ungarn     | 55,11 s |

 200 m Freistil 
| Rang | Athletin                 | Land           | Zeit        |
| ---- | ------------------------ | -------------- | ----------- |
| 1    | Barbora Seemanová        | Tschechien     | 1:55,37 min |
| 2    | Minna Ábrahám            | Ungarn         | 1:57,22 min |
| 3    | Nicole Maier             | Deutschland    | 1:57,36 min |
| 4    | Snæfríður Jórunnardóttir | Island         | 1:57,85 min |
| 5    | Daria Golovaty           | Israel         | 1:58,62 min |
| 6    | Janja Šegel              | Slowenien      | 1:58,91 min |
| 7    | Francisca Martins        | Portugal       | 1:59,11 min |
| 8    | Leah Schlosshan          | Großbritannien | 1:59,38 min |

 400 m Freistil 
| Rang | Athletin          | Land                    | Zeit        |
| ---- | ----------------- | ----------------------- | ----------- |
| 1    | Ajna Késely       | Ungarn                  | 4:06,56 min |
| 2    | Barbora Seemanová | Tschechien              | 4:06,72 min |
| 3    | Francisca Martins | Portugal                | 4:10,94 min |
| 4    | Fleur Lewis       | Großbritannien          | 4:13,16 min |
| 5    | Maya Werner       | Deutschland             | 4:14,24 min |
| 6    | Vanna Djakovic    | Schweiz                 | 4:15,32 min |
| 7    | Deniz Ertan       | Türkei                  | 4:17,92 min |
| 8    | Iman Avdić        | Bosnien und Herzegowina | 4:21,95 min |

 800 m Freistil 
| Rang | Athletin          | Land           | Zeit        |
| ---- | ----------------- | -------------- | ----------- |
| 1    | Ajna Késely       | Ungarn         | 8:29,96 min |
| 2    | Fleur Lewis       | Großbritannien | 8:33,54 min |
| 3    | Deniz Ertan       | Türkei         | 8:34,31 min |
| 4    | Francisca Martins | Portugal       | 8:34,35 min |
| 5    | Jeannette Spiwoks | Deutschland    | 8:40,05 min |
| 6    | Merve Tuncel      | Türkei         | 8:40,32 min |
| 7    | Boglárka Kapás    | Ungarn         | 8:40,33 min |
| 8    | Grace Palmer      | Belgien        | 8:51,04 min |

 1500 m Freistil 
| Rang | Athletin                   | Land           | Zeit         |
| ---- | -------------------------- | -------------- | ------------ |
| 1    | Vivien Jackl               | Ungarn         | 16:06,37 min |
| 2    | Celine Rieder              | Deutschland    | 16:15,98 min |
| 3    | Fleur Lewis                | Großbritannien | 16:17,53 min |
| 4    | Viktória Mihályvári-Farkas | Ungarn         | 16:19,83 min |
| 5    | Jeannette Spiwoks          | Deutschland    | 16:33,57 min |
| 6    | Lucie Hanquet              | Belgien        | 16:52,87 min |
| 7    | Leonie-Sarah Tenzer        | Finnland       | 16:58,44 min |
| 8    | Ada Hakkarainen            | Finnland       | 17:09,51 min |

 50 m Rücken 
| Rang | Athletin             | Land         | Zeit    |
| ---- | -------------------- | ------------ | ------- |
| 1    | Danielle Hill        | Irland       | 27,73 s |
| 2    | Theodora Drakou      | Griechenland | 27,87 s |
| 3    | Adela Piskorska      | Polen        | 28,00 s |
| 4    | Lora Komoróczy       | Ungarn       | 28,02 s |
| 5    | Julie Kepp Jensen    | Dänemark     | 28,34 s |
| 6    | Fanny Teijonsalo     | Finnland     | 28,36 s |
| 7    | Nika Scharafutdinowa | Ukraine      | 28,82 s |
| 8    | Justine Murdock      | Litauen      | 28,86 s |

 100 m Rücken 
| Rang | Athletin             | Land     | Zeit        |
| ---- | -------------------- | -------- | ----------- |
| 1    | Adela Piskorska      | Polen    | 59,79 s     |
| 2    | Danielle Hill        | Irland   | 1:00,19 min |
| 3    | Roos Vanotterdijk    | Belgien  | 1:00,58 min |
| 4    | Nika Scharafutdinowa | Ukraine  | 1:00,91 min |
| 5    | Lottie Cullen        | Irland   | 1:01,03 min |
| 6    | Lora Komoróczy       | Ungarn   | 1:01,36 min |
| 7    | Hanna Rosvall        | Schweden | 1:01,39 min |
| 8    | Dóra Molnár          | Ungarn   | 1:01,46 min |

 200 m Rücken 
| Rang | Athletin                  | Land           | Zeit        |
| ---- | ------------------------- | -------------- | ----------- |
| 1    | Camila Rebelo             | Portugal       | 2:08,95 min |
| 2    | Dóra Molnár               | Ungarn         | 2:09,02 min |
| 3    | Eszter Szabó-Feltóthy     | Ungarn         | 2:09,21 min |
| 4    | Holly McGill              | Großbritannien | 2:09,74 min |
| 5    | Aviv Barzelay             | Israel         | 2:10,06 min |
| 6    | Adela Piskorska           | Polen          | 2:10,85 min |
| 7    | Aissia Claudia Prisecariu | Rumänien       | 2:11,00 min |
| 8    | Nika Scharafutdinowa      | Ukraine        | 2:13,76 min |

 50 m Brust 
| Rang | Athletin               | Land         | Zeit    |
| ---- | ---------------------- | ------------ | ------- |
| 1    | Dominika Sztandera     | Polen        | 30,55 s |
| 2    | Veera Kivirinta        | Finnland     | 30,65 s |
| 3    | Olivia Klint Ipsa      | Schweden     | 30,90 s |
| 4    | Maria-Thaleia Drasidou | Griechenland | 30,95 s |
| 5    | Teja Nikolowa          | Bulgarien    | 30,97 s |
| 6    | Ida Hulkko             | Finnland     | 30,99 s |
| 7    | Ana Rodrigues          | Portugal     | 31,08 s |
| 8    | Schastine Tabor        | Dänemark     | 31,48 s |

 100 m Brust 
| Rang | Athletin           | Land     | Zeit        |
| ---- | ------------------ | -------- | ----------- |
| 1    | Eneli Jefimova     | Estland  | 1:06,41 min |
| 2    | Lisa Mamié         | Schweiz  | 1:07,15 min |
| 3    | Olivia Klint Ipsa  | Schweden | 1:07,73 min |
| 4    | Dominika Sztandera | Polen    | 1:07,75 min |
| 5    | Maria Romajuk      | Estland  | 1:08,22 min |
| 6    | Ida Hulkko         | Finnland | 1:08,94 min |
| 7    | Ana Blažević       | Kroatien | 1:09,25 min |
| 8    | Andrea Podmaníková | Slowakei | 1:09,27 min |

 200 m Brust 
| Rang | Athletin             | Land         | Zeit        |
| ---- | -------------------- | ------------ | ----------- |
| 1    | Kristýna Horská      | Tschechien   | 2:23,60 min |
| 2    | Clara Rybak-Andersen | Dänemark     | 2:25,20 min |
| 3    | Lisa Mamié           | Schweiz      | 2:26,10 min |
| 4    | Thea Blomsterberg    | Dänemark     | 2:26,42 min |
| 5    | Eszter Békési        | Ungarn       | 2:27,72 min |
| 6    | Eleni Kontogeorgou   | Griechenland | 2:28,20 min |
| 7    | Ana Blažević         | Kroatien     | 2:28,44 min |
| 8    | Ellie McCartney      | Irland       | 2:28,68 min |

 50 m Schmetterling 
| Rang | Athletin          | Land         | Zeit    |
| ---- | ----------------- | ------------ | ------- |
| 1    | Sara Junevik      | Schweden     | 25,68 s |
| 2    | Roos Vanotterdijk | Belgien      | 26,08 s |
| 3    | Anna Doudounaki   | Griechenland | 26,18 s |
| 4    | Tamara Potocká    | Slowakei     | 26,21 s |
| 5    | Julie Kepp Jensen | Dänemark     | 26,22 s |
| 6    | Paulina Peda      | Polen        | 26,25 s |
| 7    | Jana Pavalić      | Kroatien     | 26,26 s |
| 8    | Ana Dowgiert      | Polen        | 26,58 s |

 100 m Schmetterling 
| Rang | Athletin              | Land                    | Zeit    |
| ---- | --------------------- | ----------------------- | ------- |
| 1    | Roos Vanotterdijk     | Belgien                 | 57,47 s |
| 2    | Georgia Damasioti     | Griechenland            | 57,74 s |
| 3    | Sara Junevik          | Schweden                | 58,06 s |
| 4    | Helena Rosendahl Bach | Dänemark                | 58,27 s |
| 5    | Anna Doudounaki       | Griechenland            | 58,34 s |
| 6    | Amina Kajtaz          | Kroatien                | 58,79 s |
| 7    | Paulina Peda          | Polen                   | 58,82 s |
| 8    | Lana Pudar            | Bosnien und Herzegowina | 59,01 s |

 200 m Schmetterling 
| Rang | Athletin               | Land                    | Zeit        |
| ---- | ---------------------- | ----------------------- | ----------- |
| 1    | Helena Rosendahl Bach  | Dänemark                | 2:07,88 min |
| 2    | Lana Pudar             | Bosnien und Herzegowina | 2:08,15 min |
| 3    | Boglárka Telegdy Kapás | Ungarn                  | 2:08,22 min |
| 4    | Zsuzsanna Jakabos      | Ungarn                  | 2:10,26 min |
| 5    | Georgia Damasioti      | Griechenland            | 2:10,77 min |
| 6    | Anja Crevar            | Serbien                 | 2:12,10 min |
| 7    | Lucy Grieve            | Großbritannien          | 2:12,12 min |
| 8    | Laura Lahtinen         | Finnland                | 2:14,03 min |

 200 m Lagen 
| Rang | Athletin           | Land           | Zeit        |
| ---- | ------------------ | -------------- | ----------- |
| 1    | Anastasia Gorbenko | Israel         | 2:09,75 min |
| 2    | Lea Polonsky       | Israel         | 2:11,18 min |
| 3    | Barbora Seemanová  | Tschechien     | 2:11,48 min |
| 4    | Leah Schlosshan    | Großbritannien | 2:11,74 min |
| 5    | Tamara Potocká     | Slowakei       | 2:13,39 min |
| 6    | Lena Kreundl       | Österreich     | 2:13,55 min |
| 7    | Dalma Sebestyén    | Ungarn         | 2:13,84 min |
| 8    | Ellie McCartney    | Irland         | 2:14,09 min |

 400 m Lagen 
| Rang | Athletin           | Land     | Zeit        |
| ---- | ------------------ | -------- | ----------- |
| 1    | Anastasia Gorbenko | Israel   | 4:36,05 min |
| 2    | Vivien Jackl       | Ungarn   | 4:38,96 min |
| 3    | Zsuzsanna Jakabos  | Ungarn   | 4:40,24 min |
| 4    | Anja Crevar        | Serbien  | 4:46,23 min |
| 5    | Lisa Nystrand      | Schweden | 4:48,15 min |
| 6    | Louna Kasvio       | Finnland | 4:52,77 min |
| 7    | Ada Hakkarainen    | Finnland | 4:55,12 min |
| DSQ  | Aleksandra Knop    | Polen    | DSQ         |

 4 × 100 m Freistil Staffel 
| Rang | Land       | Athletinnen                                                            | Zeit        |
| ---- | ---------- | ---------------------------------------------------------------------- | ----------- |
| 1    | Ungarn     | Petra Senánszky Minna Ábrahám Panna Ugrai Nikolett Pádár               | 3:36,77 min |
| 2    | Dänemark   | Elisabeth Sabroe Ebbesen Signe Bro Julie Kepp Jensen Schastine Tabor   | 3:38,48 min |
| 3    | Polen      | Kornelią Fiedkiewicz Zuzanną Famulok Wiktoria Guść Aleksandrą Polańska | 3:41,01 min |
| 4    | Israel     | Lea Polonsky Ayla Spitz Daria Golovaty Andrea Murez                    | 3:41,13 min |
| 5    | Österreich | Iris Berger Cornelia Pammer Marijana Jelić Lena Kreundl                | 3:41,99 min |
| 6    | Schweden   | Klara Thormalm Sara Junevik Hanna Bergman Elvira Mortstrand            | 3:42,86 min |
| 7    | Slowenien  | Janja Šegel Katja Fain Hana Sekuti Tjaša Pintar                        | 3:44,30 min |
| 8    | Serbien    | Katarina Milutinović Jana Marković Mina Kaljević Martina Bukvić        | 3:45,64 min |

 4 × 200 m Freistil Staffel 
| Rang | Land        | Athletinnen                                                            | Zeit        |
| ---- | ----------- | ---------------------------------------------------------------------- | ----------- |
| 1    | Israel      | Anastasia Gorbenko Daria Golovaty Ayla Spitz Lea Polonsky              | 7:51,83 min |
| 2    | Ungarn      | Minna Ábrahám Ajna Késely Dóra Molnár Nikolett Pádár                   | 7:52,92 min |
| 3    | Türkei      | Gizem Güvenç Ecem Dönmez Ela Naz Özdemir Zehra Bilgin                  | 8:01,58 min |
| 4    | Deutschland | Maya Werner Leonie Kullmann Nicole Maier Celine Rieder                 | 8:01,67 min |
| 5    | Slowenien   | Janja Šegel Katja Fain Hana Sekuti Tjaša Pintar                        | 8:06,93 min |
| 6    | Österreich  | Iris Berger Cornelia Pammer Lena Opatril Lena Kreundl                  | 8:12,13 min |
| 7    | Slowakei    | Laura Benková Tamara Potocká Zora Ripková Olivia Ana Šprláková-Zmorová | 8:20,03 min |
| 8    | Armenien    | Ani Poghosjan Diana Musajeljan Warsenik Manutscharjan Jewa Karapetjan  | 8:53,63 min |

 4 × 100 m Lagen Staffel 
| Rang | Land         | Athletinnen                                                                  | Zeit        |
| ---- | ------------ | ---------------------------------------------------------------------------- | ----------- |
| 1    | Polen        | Adela Piskorska Dominika Sztandera Paulina Peda Kornelia Fiedkiewicz         | 3:58,71 min |
| 2    | Ungarn       | Lora Komoróczy Eszter Békési Panna Ugrai Nikolett Pádár                      | 4:01,50 min |
| 3    | Dänemark     | Schastine Tabor Clara Rybak-Andersen Helena Rosendahl Bach Julie Kepp Jensen | 4:02,03 min |
| 4    | Schweden     | Hanna Rosvall Olivia Klint Ipsa Sara Junevik Elvira Mörtstrand               | 4:02,27 min |
| 5    | Griechenland | Theodora Drakou Chara Angelaki Georgia Damasioti Maria-Thaleia Drasidou      | 4:05,05 min |
| 6    | Israel       | Ayla Spitz Daria Golovaty Ariel Hayon Andrea Murez                           | 4:08,47 min |
| 7    | Slowenien    | Janja Šegel Tina Čelik Hana Sekuti Tjaša Pintar                              | 4:08,85 min |
| 8    | Slowakei     | Tamara Potocká Andrea Podmaníková Zora Ripková Teresa Ivanová                | 4:09,34 min |

### Mixed
4 × 100 m Freistil Staffel 
| Rang | Land        | Athleten                                                                  | Zeit        |
| ---- | ----------- | ------------------------------------------------------------------------- | ----------- |
| 1    | Ungarn      | Hubert Kós Szebasztián Szabó Panna Ugrai Nikolett Pádár                   | 3:25,69 min |
| 2    | Polen       | Mateusz Chowaniec Kamil Sieradzki Zuzanna Famulok Kornelia Fiedkiewic     | 3:26,53 min |
| 3    | Deutschland | Martin Wrede Peter Varjasi Nicole Maier Nina Jazy                         | 3:27,01 min |
| 4    | Israel      | Romano Yoav Alexey Glivinskiy Anastasia Gorbenko Andrea Murez             | 3:27,02 min |
| 5    | Serbien     | Velimir Stjepanović Andrej Barna Nina Stanisavljević Katarina Milutinović | 3:27,60 min |
| 6    | Schweden    | Elias Persson Robin Hanson Sara Junevik Elvira Mortstrand                 | 3:29,09 min |
| 7    | Slowakei    | Matej Duša Tibor Tišťan Lillian Slušná Teresa Ivanová                     | 3:32,54 min |

 4 × 200 m Freistil Staffel 
| Rang | Land        | Athleten                                                            | Zeit        |
| ---- | ----------- | ------------------------------------------------------------------- | ----------- |
| 1    | Ungarn      | Richárd Márton Balázs Holló Minna Ábrahám Nikolett Pádár            | 7:30,11 min |
| 2    | Polen       | Bartosz Piszczorowicz Kamil Sieradzki Wiktoria Guść Zuzanna Famulok | 7:35,08 min |
| 3    | Deutschland | Danny Schmidt Philipp Peschke Nicole Maier Leonie Kullmann          | 7:35,56 min |
| 4    | Slowenien   | Sašo Boškan Primož Šenica Pavletič Janja Šegel Katja Fain           | 7:37,63 min |
| 5    | Serbien     | Nikola Ratkov Ognjen Pilipović Giulia Viacava Katarina Milutinović  | 7:53,18 min |

 4 × 100 m Lagen Staffel 
| Rang | Land         | Athleten                                                                     | Zeit        |
| ---- | ------------ | ---------------------------------------------------------------------------- | ----------- |
| 1    | Israel       | Anastasia Gorbenko Ron Polonsky Gal Cohen Groumi Andrea Murez                | 3:45,74 min |
| 2    | Deutschland  | Maya Werner Melvin Imoudu Luca Nik Armbruster Nina Jazy                      | 3:48,12 min |
| 3    | Ungarn       | Hubert Kós Eszter Békési Richárd Márton Petra Senyánszky                     | 3:48,79 min |
| 4    | Schweden     | Samuel Tornqvist Erik Persson Sara Junevik Hanna Bergman                     | 3:49,93 min |
| 5    | Dänemark     | Schastine Tabor Jonas Gaur Casper Puggaard Signe Bro                         | 3:50,99 min |
| 6    | Irland       | Lottie Cullen Eoin Corby Max McCusker Ellie McCartney                        | 3:51,06 min |
| DSQ  | Polen        | Ksawery Masiuk Dominika Sztandera Jakub Majerski Kornelia Fiedkiewicz        | DSQ         |
| DSQ  | Griechenland | Evangelos Makrygiannis Arkadios Aspougalis Georgia Damasioti Theodora Drakou | DSQ         |

## Freiwasserschwimmen

### Männer
5 km 
| Rang | Athlet               | Land         | Zeit        |
| ---- | -------------------- | ------------ | ----------- |
| 1    | Dávid Betlehem       | Ungarn       | 53:28,3 min |
| 2    | Marc-Antoine Olivier | Frankreich   | 53:28,7 min |
| 3    | Marcello Guidi       | Italien      | 53:30,8 min |
| 4    | Sacha Velly          | Frankreich   | 53:32,9 min |
| 5    | Athanasios Kynigakis | Griechenland | 53:35,0 min |
| 6    | Kristóf Rasovszky    | Ungarn       | 53:36,7 min |
| 7    | Andrea Filadelli     | Italien      | 53:38,4 min |
| 8    | Niklas Frach         | Deutschland  | 53:39,3 min |

 10 km 
| Rang | Athlet               | Land           | Zeit        |
| ---- | -------------------- | -------------- | ----------- |
| 1    | Gregorio Paltrinieri | Italien        | 1:49:19,6 h |
| 2    | Marc-Antoine Olivier | Frankreich     | 1:49:41,0 h |
| 3    | Dávid Betlehem       | Ungarn         | 1:49:41,2 h |
| 4    | Domenico Acerenza    | Italien        | 1:49:41,2 h |
| 5    | Dario Verani         | Italien        | 1:49:41,5 h |
| 6    | Hector Pardoe        | Großbritannien | 1:49:45,3 h |
| 7    | Athanasios Kynigakis | Griechenland   | 1:49:46,2 h |
| 8    | Niklas Frach         | Deutschland    | 1:49:48,7 h |

 25 km 
| Rang | Athlet         | Land        | Zeit        |
| ---- | -------------- | ----------- | ----------- |
| 1    | Dario Verani   | Italien     | 5:08:50,9 h |
| 2    | Matteo Furlan  | Italien     | 5:08:56,6 h |
| 3    | Axel Reymond   | Frankreich  | 5:09:00,5 h |
| 4    | Péter Gálicz   | Ungarn      | 5:09:13,4 h |
| 5    | Moritz Bockes  | Deutschland | 5:09:59,3 h |
| 6    | Yael Balz      | Deutschland | 5:13:24,2 h |
| 7    | Matěj Kozubek  | Tschechien  | 5:25:25,5 h |
| DNF  | Mario Sanzullo | Italien     | DNF         |

### Frauen
5 km 
| Rang | Athletin          | Land        | Zeit        |
| ---- | ----------------- | ----------- | ----------- |
| 1    | Leonie Beck       | Deutschland | 58:25,3 min |
| 2    | Ginevra Taddeucci | Italien     | 58:26,5 min |
| 3    | Bettina Fábián    | Ungarn      | 58:28,7 min |
| 4    | María de Valdés   | Spanien     | 58:29,0 min |
| 5    | Lisa Pou          | Monaco      | 58:31,3 min |
| 6    | Ángela Martínez   | Spanien     | 58:34,7 min |
| 7    | Celine Rieder     | Deutschland | 58:38,6 min |
| 8    | Mira Szimcsák     | Ungarn      | 58:39,9 min |

 10 km 
| Rang | Athletin              | Land        | Zeit        |
| ---- | --------------------- | ----------- | ----------- |
| 1    | Leonie Beck           | Deutschland | 2:00:54,8 h |
| 2    | Barbara Pozzobon      | Italien     | 2:00:54,9 h |
| 3    | Giulia Gabbrielleschi | Italien     | 2:00:58,5 h |
| 4    | Ángela Martínez       | Spanien     | 2:01:01,4 h |
| 5    | Bettina Fábián        | Ungarn      | 2:01:03,9 h |
| 6    | Lisa Pou              | Monaco      | 2:01:06,0 h |
| 7    | Mira Szimcsák         | Ungarn      | 2:01:14,0 h |
| 8    | María de Valdés       | Spanien     | 2:01:22,2 h |

 25 km 
| Rang | Athletin         | Land        | Zeit        |
| ---- | ---------------- | ----------- | ----------- |
| 1    | Barbara Pozzobon | Italien     | 5:25:37,7 h |
| 2    | Lea Boy          | Deutschland | 5:28:39,6 h |
| 3    | Candela Sánchez  | Spanien     | 5:29:15,2 h |
| 4    | Vivien Balogh    | Ungarn      | 5:31:46,5 h |
| DNF  | Veronica Santoni | Italien     | DNF         |
| DNF  | Ines Delacroix   | Frankreich  | DNF         |

### Mixed
6 km Staffel – 4 × 1500 m
| Rang | Land        | Athleten                                                                | Zeit        |
| ---- | ----------- | ----------------------------------------------------------------------- | ----------- |
| 1    | Ungarn      | Mira Szimcsák Bettina Fábián Dávid Betlehem Kristóf Rasovszky           | 1:06:07,7 h |
| 2    | Italien     | Guilia Gabbrielleschi Ginevra Taddeucci Andrea Filadelli Marcello Guidi | 1:06:28,6 h |
| 3    | Frankreich  | Caroline Jouisse Océane Cassignol Sacha Velly Marc-Antoine Olivier      | 1:06:51,7 h |
| 4    | Deutschland | Jeannette Spiwoks Celine Rieder Jonas Kusche Niklas Frach               | 1:07:36,2 h |
| 5    | Spanien     | María de Valdés Ángela Martínez Guillem Pujol Alejandro Puebla          | 1:07:38,1 h |
| 6    | Israel      | Eva Fabian Matan Roditi Yonatan Ahdut Ofek Adir                         | 1:09:40,5 h |
| 7    | Slowakei    | Hana Krasnohorská Richard Urban Tomáš Peciar Natália Špániková          | 1:15:51,3 h |

## Synchronschwimmen

### Frauen
Solo (technisches Programm) 
| Rang | Athletin           | Land           | Punkte   |
| ---- | ------------------ | -------------- | -------- |
| 1    | Vasiliki Alexandri | Österreich     | 260,5967 |
| 2    | Klara Bleyer       | Deutschland    | 242,9617 |
| 3    | Marloes Steenbeek  | Niederlande    | 240,4816 |
| 4    | Maria Alawidse     | Georgien       | 226,8666 |
| 5    | Jasmine Verbena    | San Marino     | 221,8583 |
| 6    | Zoi Karangelou     | Griechenland   | 206,9534 |
| 7    | Ece Üngör          | Türkei         | 203,7366 |
| 8    | Robyn Swatman      | Großbritannien | 202,7950 |

 Solo (freies Programm) 
| Rang | Athletin           | Land         | Punkte   |
| ---- | ------------------ | ------------ | -------- |
| 1    | Vasiliki Alexandri | Österreich   | 257,4959 |
| 2    | Klara Bleyer       | Deutschland  | 253,4772 |
| 3    | Marloes Steenbeek  | Niederlande  | 238,1667 |
| 4    | Valentina Bisi     | Italien      | 219,1624 |
| 5    | Jasmine Verbena    | San Marino   | 218,3021 |
| 6    | Maria Alawidse     | Georgien     | 217,3938 |
| 7    | Zoi Karangelou     | Griechenland | 206,0896 |
| 8    | Matea Butorac      | Kroatien     | 204,0729 |

 Duett (technisches Programm) 
| Rang | Land           | Athletinnen                             | Punkte   |
| ---- | -------------- | --------------------------------------- | -------- |
| 1    | Niederlande    | Bregje de Brouwer Noortje de Brouwer    | 260,6567 |
| 2    | Großbritannien | Kate Shortman Isabelle Thorpe           | 256,7184 |
| 3    | Israel         | Shelly Bobritsky Ariel Nassee           | 243,6250 |
| 4    | Portugal       | Maria Gonçalves Cheila Vieira           | 223,8266 |
| 5    | Griechenland   | Sofia Malkogeorgou Evangelia Platanioti | 220,6701 |
| 6    | Italien        | Sarah Maria Rizea Flaminia Vernice      | 199,2867 |
| 7    | Deutschland    | Johanna Bleyer Klara Bleyer             | 194,2267 |
| 8    | Tschechien     | Aneta Mrázková Karolína Klusková        | 193,1550 |

 Duett (freies Programm) 
| Rang | Land           | Athletinnen                          | Punkte   |
| ---- | -------------- | ------------------------------------ | -------- |
| 1    | Niederlande    | Bregje de Brouwer Noortje de Brouwer | 264,6584 |
| 2    | Großbritannien | Kate Shortman Isabelle Thorpe        | 261,0313 |
| 3    | Israel         | Shelly Bobritsky Ariel Nassee        | 245,6105 |
| 4    | Italien        | Sarah Maria Rizea Flaminia Vernice   | 221,0939 |
| 5    | Deutschland    | Klara Bleyer Susana Rovner           | 192,1063 |
| 6    | Bulgarien      | Sascha Mitewa Dalija Penkowa         | 166,3292 |
| 7    | Finnland       | Mari Moilalal Iiris Nurmi            | 158,1103 |
| 8    | Kroatien       | Mia Phiri Korina Maretić             | 146,0770 |

 Team (technisches Programm) 
| Rang | Land           | Athletinnen | Punkte   |
| ---- | -------------- | --- | -------- |
| 1    | Spanien        | Cristina Arambula Txell Ferré Gaset Marina García Polo Lilou Lluís Valette Meritxell Mas Alisa Ozhogina Iris Tió Blanca Toledano              | 278,4684 |
| 2    | Griechenland   | Maria Alzigkouzi Thaleia Dampali Athina Kamarinopoulou Zoi Karangelou Maria Karapanagiotou Ifigeneia Krommydaki Sofia Rigakou Vasiliki Thanou | 257,8918 |
| 3    | Italien        | Beatrice Andina Valentina Bisi Beatrice Esegio Alessia Macchi Giorgia Macino Marta Murru Carmen Rocchino Sophie Tabbiani                      | 256,8584 |
| 4    | Großbritannien | Eleanor Blinkhorn Florence Blinkhorn Lily Halasi Rhea Howard Holly Hughes Sophie Rowney Robyn Swatman Eve Young                               | 211,3692 |
| 5    | Serbien        | Ana Gobeljić Jelena Kontić Iva Lukić Ivan Martinović Sara Miletić Teodora Sperlić Sara Stojanović Lana Takić                                  | 159,6992 |

 Team (freies Programm) 
| Rang | Land           | Athletinnen | Punkte   |
| ---- | -------------- | --- | -------- |
| 1    | Griechenland   | Maria Alzigkouzi Thaleia Dampali Athina Kamarinopoulou Zoi Karangelou Maria Karapanagiotou Artemi Koutraki Sofia Rigakou Vasiliki Thanou | 270,1980 |
| 2    | Italien        | Beatrice Andina Valentina Bisi Beatrice Esegio Alessia Macchi Giorgia Macino Marta Murru Carmen Rocchino Sophie Tabbiani                 | 254,7354 |
| 3    | Großbritannien | Eleanor Blinkhorn Florence Blinkhorn Lily Halasi Holly Hughes Sophie Rowney Robyn Swatman Amelie Williams Eve Young                      | 219,0228 |
| 4    | Türkei         | Rüya Demirkaya Duru Kanberoğlu Ayda Salepçioğlu Nil Talu Selin Telci Tuana Uslu Bade Yıldız Esmanur Yirmibeş                             | 168,4081 |

 Acrobatic Routine
| Rang | Land         | Athletinnen | Punkte   |
| ---- | ------------ | --- | -------- |
| 1    | Deutschland  | Klara Bleyer Amélie Blumenthal Haz Maria Denisov Solène Guisard Daria Martens Susana Rovner Frithjof Seidel Daria Tonn                          | 192,7166 |
| 2    | Griechenland | Maria Alzigkouzi Thaleia Dampali Athina Kamarinopoulou Zoi Karangelou Maria Karapanagiotou Artemi Koutraki Ifigeneia Krommydaki Vasiliki Thanou | 191,8100 |
| 3    | Italien      | Beatrice Andina Valentina Bisi Beatrice Esegio Alessia Macchi Giorgia Macino Marta Murru Carmen Rocchino Sophie Tabbiani                        | 159,2966 |

### Männer
Solo (technisches Programm) 
| Rang | Athlet               | Land           | Punkte   |
| ---- | -------------------- | -------------- | -------- |
| 1    | Dennis González      | Spanien        | 225,8466 |
| 2    | Ranjuo Tomblin       | Großbritannien | 204,4466 |
| 3    | Giorgio Minisini     | Italien        | 185,9800 |
| 4    | Quentin Rakotomalala | Frankreich     | 167,1733 |
| 5    | David Martínez       | Schweden       | 162,4284 |
| 6    | Renaud Barral        | Belgien        | 138,3133 |
| 7    | Dimitar Issajew      | Bulgarien      | 107,1283 |

Solo (freies Programm)
| Rang | Athlet               | Land           | Punkte   |
| ---- | -------------------- | -------------- | -------- |
| 1    | Ranjuo Tomblin       | Großbritannien | 191,0293 |
| 2    | Giorgio Minisini     | Italien        | 183,5313 |
| 3    | Quentin Rakotomalala | Frankreich     | 174,4708 |
| 4    | David Martínez       | Schweden       | 139,9187 |
| 5    | Renaud Barral        | Belgien        | 134,2478 |
| 6    | Frithjof Seidel      | Deutschland    | 112,6625 |

### Mixed
Duett (technisches Programm) 
| Rang | Land           | Athleten                               | Punkte   |
| ---- | -------------- | -------------------------------------- | -------- |
| 1    | Spanien        | Dennis González Mireia Hernández       | 218,7658 |
| 2    | Italien        | Filippo Pelati Sarah Maria Rizea       | 217,1633 |
| 3    | Großbritannien | Beatrice Crass Ranjuo Tomblin          | 202,9817 |
| 4    | Kroatien       | Matea Butorac Adrian Gavelle           | 166,0767 |
| 5    | Serbien        | Jelena Kontić Ivan Martinović          | 165,9100 |
| 6    | Deutschland    | Solène Guisard Robin Wiehn             | 165,7016 |
| 7    | Bulgarien      | Christina Tscherkezowa Dimitar Issajew | 152,5633 |
| 8    | Schweden       | Sandra Freund David Martínez           | 152,1133 |

 Duett (freies Programm) 
| Rang | Land           | Athleten                               | Punkte   |
| ---- | -------------- | -------------------------------------- | -------- |
| 1    | Spanien        | Emma García Dennis González            | 189,7938 |
| 2    | Italien        | Flaminia Vernice Filippo Pelati        | 188,6250 |
| 3    | Großbritannien | Beatrice Crass Ranjuo Tomblin          | 175,1563 |
| 4    | Serbien        | Jelena Kontić Ivan Martinović          | 139,4772 |
| 5    | Portugal       | Daniel Ascencso Flipa Faria            | 136,6147 |
| 6    | Deutschland    | Solène Guisard Robin Wiehn             | 130,1478 |
| 7    | Bulgarien      | Christina Tscherkezowa Dimitar Issajew | 85,5208  |

## Wasserspringen

### Männer
1 m Kunstspringen 
| Rang | Athlet                 | Land           | Punkte |
| ---- | ---------------------- | -------------- | ------ |
| 1    | Andrzej Rzeszutek      | Polen          | 394,40 |
| 2    | Matteo Santoro         | Italien        | 391,70 |
| 3    | Stefano Belotti        | Italien        | 370,50 |
| 4    | Kacper Lesiak          | Polen          | 370,30 |
| 5    | Stanislaw Olifertschyk | Ukraine        | 350,85 |
| 6    | Matthew Dixon          | Großbritannien | 345,30 |
| 7    | Matej Nevešćanin       | Kroatien       | 329,10 |
| 8    | Bohdan Tschyschowskyj  | Ukraine        | 325,85 |

 3 m Kunstspringen 
| Rang | Athlet           | Land           | Punkte |
| ---- | ---------------- | -------------- | ------ |
| 1    | Gwendal Bisch    | Frankreich     | 440,75 |
| 2    | Matteo Santoro   | Italien        | 431,55 |
| 3    | Matthew Dixon    | Großbritannien | 431,15 |
| 4    | Jules Bouyer     | Frankreich     | 425,40 |
| 5    | Leon Baker       | Großbritannien | 406,05 |
| 6    | Nikolaj Schaller | Österreich     | 389,80 |
| 7    | Alexander Lube   | Deutschland    | 384,15 |
| 8    | Kacper Lesiak    | Polen          | 376,70 |

 10 m Turmspringen 
| Rang | Athlet           | Land           | Punkte |
| ---- | ---------------- | -------------- | ------ |
| 1    | Robbie Lee       | Großbritannien | 489,45 |
| 2    | Carlos Camacho   | Spanien        | 432,70 |
| 3    | Ben Cutmore      | Großbritannien | 429,90 |
| 4    | Danylo Awanessow | Ukraine        | 412,35 |
| 5    | Marko Barsukow   | Ukraine        | 406,00 |
| 6    | Jorge Rodríguez  | Spanien        | 399,40 |
| 7    | Espen Prenzyna   | Deutschland    | 395,55 |
| 8    | Isak Børslien    | Norwegen       | 385.25 |

 3 m Synchronspringen 
| Rang | Land           | Athleten                        | Punkte |
| ---- | -------------- | ------------------------------- | ------ |
| 1    | Frankreich     | Jules Bouyer Alexis Jandard     | 404,52 |
| 2    | Spanien        | Juan Cortés Nicolás García      | 379,08 |
| 3    | Polen          | Kacper Lesiak Andrzej Rzeszutek | 375,24 |
| 4    | Italien        | Stefano Belotti Matteo Santoro  | 351,81 |
| 5    | Großbritannien | Leon Baker Hugo Thomas          | 349,68 |
| 6    | Deutschland    | Lou Massenberg Jonathan Schauer | 347,28 |
| 7    | Ukraine        | Oleh Kolodij Danylo Konowalow   | 341,37 |
| 8    | Kroatien       | David Ledinski Matej Nevešćanin | 340,62 |

 10 m Synchronspringen 
| Rang | Land           | Athleten                           | Punkte |
| ---- | -------------- | ---------------------------------- | ------ |
| 1    | Österreich     | Anton Knoll Dariush Lotfi          | 367,05 |
| 2    | Italien        | Francesco Casalini Julian Verzotto | 356,88 |
| 3    | Großbritannien | Ben Cutmore Euan McCabe            | 350,70 |
| 4    | Spanien        | Carlos Camacho Max Liñan           | 350,01 |
| 5    | Ukraine        | Kirill Boljuch Mark Hryzenko       | 349,23 |
| 6    | Deutschland    | Luis Avila Sanchez Tom Waldsteiner | 342,84 |
| 7    | Frankreich     | Gary Hunt Loïs Szymczak            | 305,55 |
| 8    | Armenien       | Arman Jenokjan Marat Grigorjan     | 272,13 |

### Frauen
1 m Kunstspringen 
| Rang | Athletin             | Land        | Punkte |
| ---- | -------------------- | ----------- | ------ |
| 1    | Elna Widerström      | Schweden    | 250,25 |
| 2    | Aleksandra Błażowska | Polen       | 231,35 |
| 3    | Emilia Nilsson Garip | Schweden    | 230,15 |
| 4    | Lize van Leeuwen     | Niederlande | 218,10 |
| 5    | Jana Lisa Rother     | Deutschland | 215,70 |
| 6    | Matilde Borello      | Italien     | 214,35 |
| 7    | Lauren Hallaselkä    | Finnland    | 211,70 |
| 8    | Lotti Hubert         | Deutschland | 200,70 |

 3 m Kunstspringen 
| Rang | Athletin              | Land           | Punkte |
| ---- | --------------------- | -------------- | ------ |
| 1    | Desharne Bent-Ashmeil | Großbritannien | 305,15 |
| 2    | Helle Tuxen           | Norwegen       | 243,20 |
| 3    | Clare Cryan           | Irland         | 240,55 |
| 4    | Jana Lisa Rother      | Deutschland    | 235,55 |
| 5    | Elna Widerström       | Schweden       | 232,50 |
| 6    | Caroline Kupka        | Norwegen       | 229,00 |
| 7    | Matilde Borello       | Italien        | 228,15 |
| 8    | Lauren Hallaselkä     | Finnland       | 224,60 |

 10 m Turmspringen 
| Rang | Athletin         | Land       | Punkte |
| ---- | ---------------- | ---------- | ------ |
| 1    | Ana Carvajal     | Spanien    | 287,90 |
| 2    | Emily Hallifax   | Frankreich | 278,10 |
| 2    | Sofija Lyskun    | Ukraine    | 278,10 |
| 4    | Valeria Antolino | Spanien    | 275,05 |
| 5    | Karina Hlyshina  | Ukraine    | 269,60 |
| 6    | Jade Gillet      | Frankreich | 264,60 |
| 7    | Dzeja Patrika    | Lettland   | 256,70 |
| 8    | Ciara McGing     | Irland     | 250,40 |

 3 m Synchronspringen 
| Rang | Land           | Athletinnen                         | Punkte |
| ---- | -------------- | ----------------------------------- | ------ |
| 1    | Großbritannien | Desharne Bent-Ashmeil Amy Rollinson | 269,10 |
| 2    | Schweden       | Nina Janmyr Elna Widerström         | 258,75 |
| 3    | Frankreich     | Naïs Gillet Juliette Landi          | 243,33 |
| 4    | Deutschland    | Lotti Hubert Jana Lisa Rother       | 242,40 |
| 5    | Ukraine        | Wiktorija Kessar Hanna Pysmenska    | 233,01 |
| 6    | Italien        | Matilde Borello Elettra Neroni      | 222,72 |
| 7    | Ungarn         | Mosena Estilla Eszter Kovács        | 211,74 |
| 8    | Georgien       | Mariami Schanidse Tekle Scharia     | 206,49 |

 10 m Synchronspringen 
| Rang | Land         | Athletinnen                                    | Punkte |
| ---- | ------------ | ---------------------------------------------- | ------ |
| 1    | Ukraine      | Ksenija Bajlo Sofija Lyskun                    | 288,78 |
| 2    | Spanien      | Valeria Antolino Ana Carvajal                  | 260,67 |
| 3    | Frankreich   | Jade Gillet Emily Hallifax                     | 240,60 |
| 4    | Griechenland | Stavroula Chalemou Ioanna Karakosta            | 223,56 |
| 5    | Rumänien     | Amelie-Enya Foerster Nicoleta-Angelica Muscalu | 213,84 |

### Mixed
3 m Synchronspringen 
| Rang | Land           | Athleten                               | Punkte |
| ---- | -------------- | -------------------------------------- | ------ |
| 1    | Großbritannien | Ben Cutmore Desharne Bent-Ashmeil      | 268,50 |
| 2    | Schweden       | Elias Petersen Emilia Nilsson Garip    | 261,42 |
| 3    | Deutschland    | Lou Massenberg Jana Lisa Rother        | 260,85 |
| 4    | Ukraine        | Bohdan Tschyschowskyj Wiktorija Kessar | 258,69 |
| 5    | Norwegen       | Isak Børslien Carolina Kupka           | 247,23 |
| 6    | Polen          | Kacper Lesiak Aleksandra Błażowska     | 242,76 |
| 7    | Georgien       | Giorgi Zulukidse Tekle Scharia         | 211,05 |

10 m Synchronspringen 
| Rang | Land        | Athleten                                  | Punkte |
| ---- | ----------- | ----------------------------------------- | ------ |
| 1    | Spanien     | Carlos Camacho Valeria Antolino           | 274,50 |
| 2    | Deutschland | Tom Waldsteiner Carolina Coordes          | 266,34 |
| 3    | Ukraine     | Marko Barsukow Ksenija Bajlo              | 256,02 |
| 4    | Rumänien    | Alexandru Avasiloaie Amelie-Enya Foerster | 206,88 |

Mannschaft
| Rang | Land        | Athleten                                                                                | Punkte |
| ---- | ----------- | --------------------------------------------------------------------------------------- | ------ |
| 1    | Spanien     | Valeria Antolino Carlos Camacho Juan Cortés                                             | 367,65 |
| 2    | Ukraine     | Danylo Awanessow Stanislaw Olifertschyk Karina Hlischina Hanna Pysmenska                | 357,00 |
| 3    | Deutschland | Carolina Coordes Jana Lisa Rother Lou Massenberg Luis Avila Sanchez                     | 352,30 |
| 4    | Rumänien    | Amelie-Enya Foerster Nicoleta-Angelica Muscalu Alexandru Avasiloaie Ioana Andreea Cârcu | 320,80 |
| 5    | Frankreich  | Gwendal Bisch Naïs Gillet Loïs Szymczak Emily Hallifax                                  | 319,20 |
| 6    | Schweden    | Amanda Lundin Emilia Nilsson Garip Elias Petersen Richard Roop-Iliste                   | 305,75 |